# Человек-робот
«Человек-робот» (англ. Mandroid) — фильм режиссёра Джека Эрсгарда.

## Сюжет
Действие фильма разворачиваются в Румынии в 90-е годы XX века. После развала социалистического лагеря и открытия границ многие начинают безбоязненно торговать научными идеями и секретами. В одной из секретных лабораторий учёный по имени Карл Циммер изобретает биологический элемент суперкон, но добывать его можно только из особого вида грибов, которые очень ядовиты. Тогда другой учёный Иван Драго создаёт суперробота-мэндроида, управляемого человеком, для того, чтобы производить эксперименты с грибами, но попав под воздействие паров ядовитых грибов, Иван становится неуправляемым, а вместе с ним неуправляемым становится мэндроид, который начинает разбираться со всеми, кто попадается ему на пути, в особенности с теми, кто не любит коммунистический строй.

## В ролях
- Брайан Казинс — Вэйд
- Джейн Колдуэлл — Жанна
- Майкл Дела Фемина — Бенджамин
- Роберт Саймондс — Карл Циммер
- Курт Лоуэнс — Драго
- Патрик Эрсгорд — Джо
- Йон Хайдук — немой
- Мирча Албулеску — доктор
- Костел Константин — шеф полиции
- Адриан Пинтя — убийца
- Раду Минкулеску — полицейский
- Джейк Маккиннон — мэндроид